# استان سوم (بورکینافاسو)
سُوم یکی از ۴۵ استان بورکینافاسو است که در منطقه ساحل قرار دارد.
مرکز این استان شهر جیبو است.

## بخش‌ها
این استان به ۹ بخش تقسیم شده‌است؛ که شامل بخش‌های زیر می‌شود.
| بخش            | مرکز بخش   | جمعیت (سرشماری ۲۰۰۶) |
| -------------- | ---------- | -------------------- |
| بخش آربیندا    | آربیندا    | ۹۰۷۳۵                |
| بخش بارابوله   | بارابوله   | ۳۰۲۰۹                |
| بخش دیگوئل     | دیگوئل     | ۹۰۵۵                 |
| بخش جیبو       | جیبو       | ۶۰۵۹۹                |
| بخش کلبو       | کلبو       | ۲۴۴۴۶                |
| بخش کوتوگو     | کوتوگو     | ۱۸۷۱۹                |
| بخش ناسومبو    | ناسومبو    | ۲۰۲۲۲                |
| بخش پوب-منگائو | پوب-منگائو | ۲۳۶۹۲                |
| بخش تنگومائل   | تنگوماول   | ۷۰۶۶۵                |